# Silpheed
Silpheed (シルフィード) est un jeu vidéo de type shoot them up sorti en 1986 sur PC-88. Le jeu a été développé et édité par Game Arts. Il a connu plusieurs adaptations, et une suite sur PlayStation 2 du nom de Silpheed: The Lost Planet.

## Système de jeu
Le système de jeu est basique à tout les shoot them up : déplacer, tirer . Au fur et à mesure que le joueur accompli des missions, il peut changer d'arme ( missile,  double canon laser, missile ( limité ), bouclier qui arrête tout les ennemis pendant quelque seconde ( utilisable 3 fois ) ou canon permettant de contrer le feu de l'ennemi ). Les ennemis sont très variés, certains se déplacent en serpent, d'autre foncent sur le joueur de manière à faire perdre une vie au joueur . Le joueur possède en tout 9 vies : 6 vies boucliers et 3 vies du SA-08 ( nom du vaisseau contrôlé ) . Si le joueur à perdu tout ses bouclier et se fait toucher une deuxième fois un message apparait sur l'écran "weapon failure" nous faisant comprendre que le système de tir est endommagé . Un boss est inclus à chaque fin de mission et la difficulté augmente au fur et à mesure que le joueur progresse dans les missions .

## Portages
Une première réédition sort sur FM-7 en 1988. La même année, le jeu est porté sur PC par Sierra On-Line ainsi que sur d'autres plates-formes. La réalisation du jeu est un mélange de 3D pré-calculée (pour les décors) et de 3D en temps réel (pour les vaisseaux).
En 1993, Sega ressort le jeu sur son Mega-CD. Les graphismes et la partie sonore sont nettement améliorés grâce à la puissance de la console et son support CD. Par ailleurs, de par ses graphismes et son ambiance générale, Silpheed est souvent considéré comme un moyen pour Sega de rencontrer le même succès que son principal concurrent Nintendo et son Star Wing sur Super Nintendo,